# Uia di Bessanese
A Uia di Bessanese é uma montanha dos Alpes Graios.  Fica sobre a fronteira ítalo-francesa.

## Classificação SOIUSA
De acordo com a classificação alpina SOIUSA (International Standardized Mountain Subdivision of the Alps) esta montanha é classificada como:
- grande parte = Alpes Ocidentais
- grande setor = Alpes do Sudoeste
- secção = Alpes Graios
- subsecção = Alpes de Lanzo e da Alta Maurienne
- supergrupo = cordilheira Arnas-Ciamarella
- grupo = grupo Bessanese-Albaron
- subgrupo = serrania da Bessanese
- código = I/B-7.I-B.5.a

## Imagens

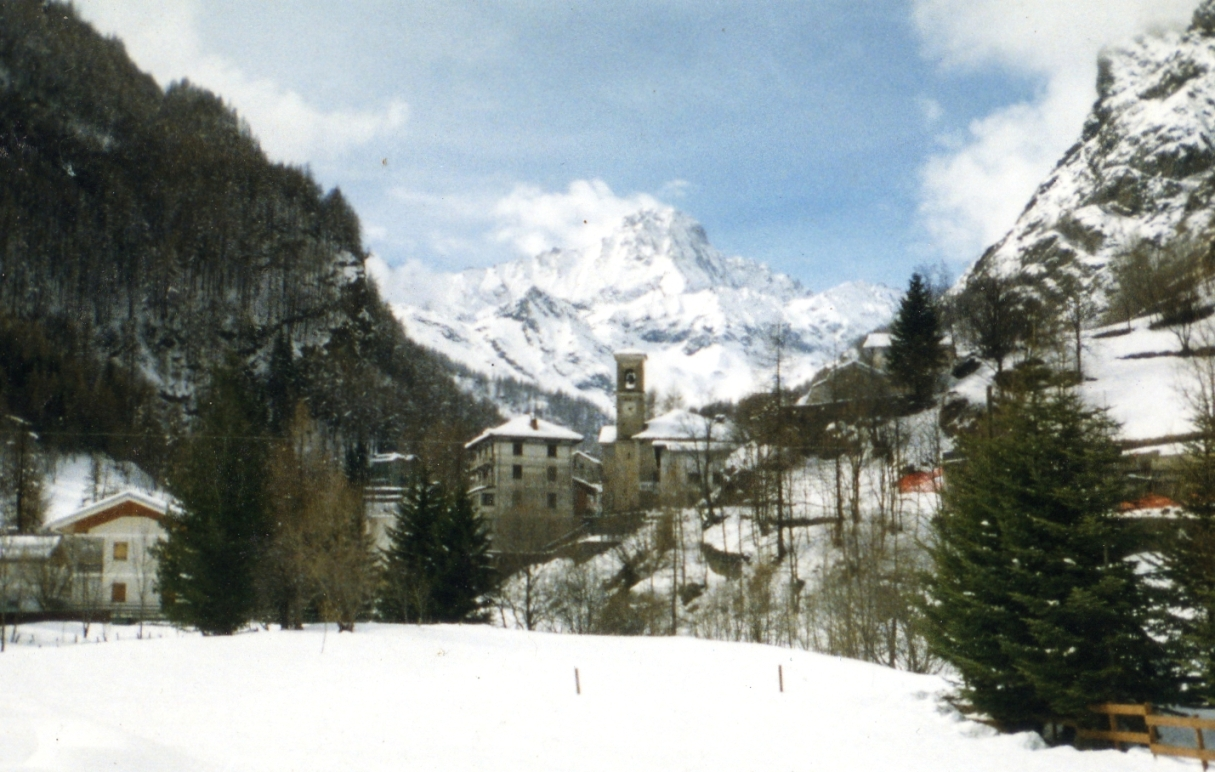
A Bessanese vista a partir da Balme
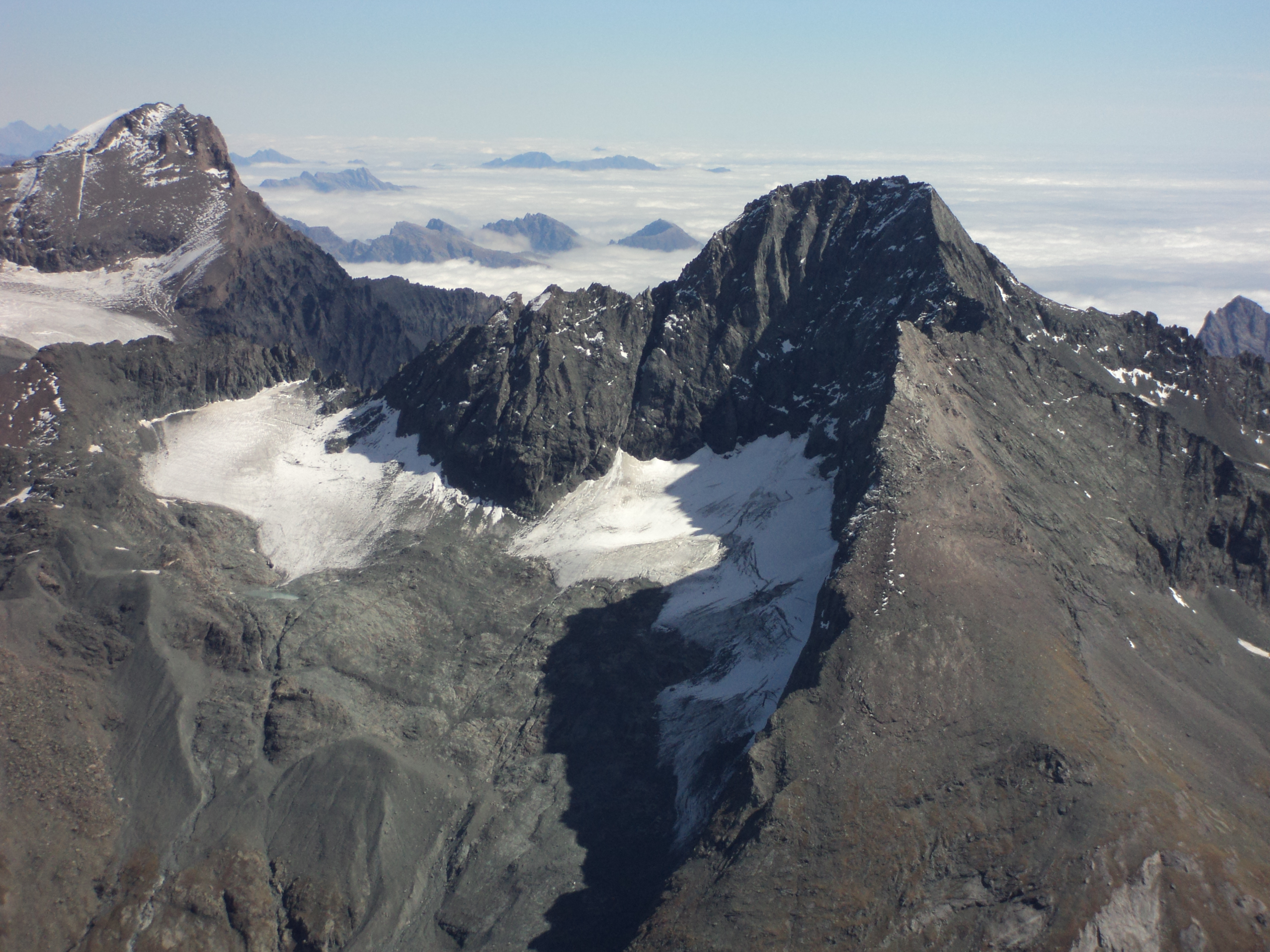
O lado ocidental a partir da Pointe de Charbonnel. A esquerda a Uia di Ciamarella.